# Suultei tsai

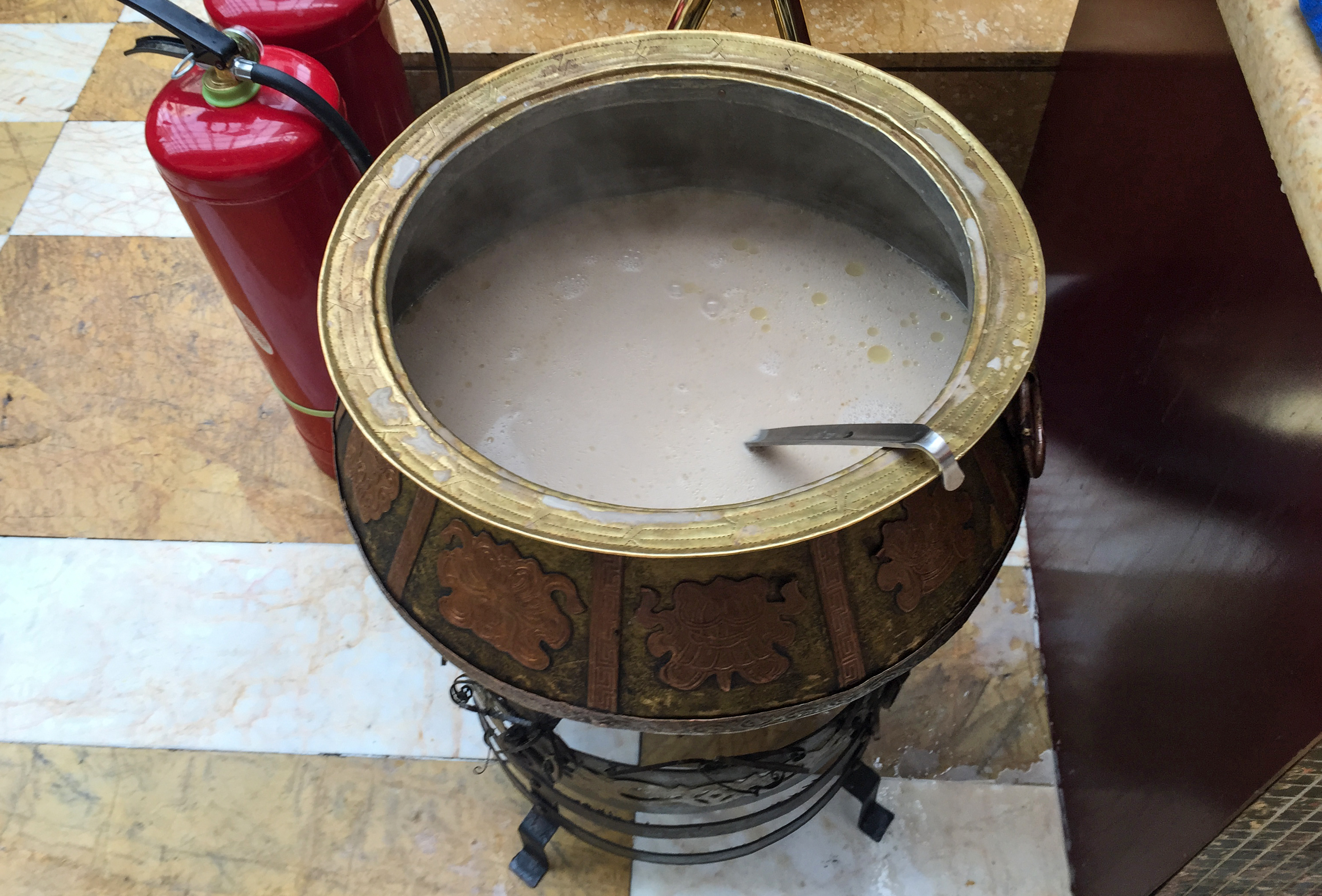
Suutei tsai

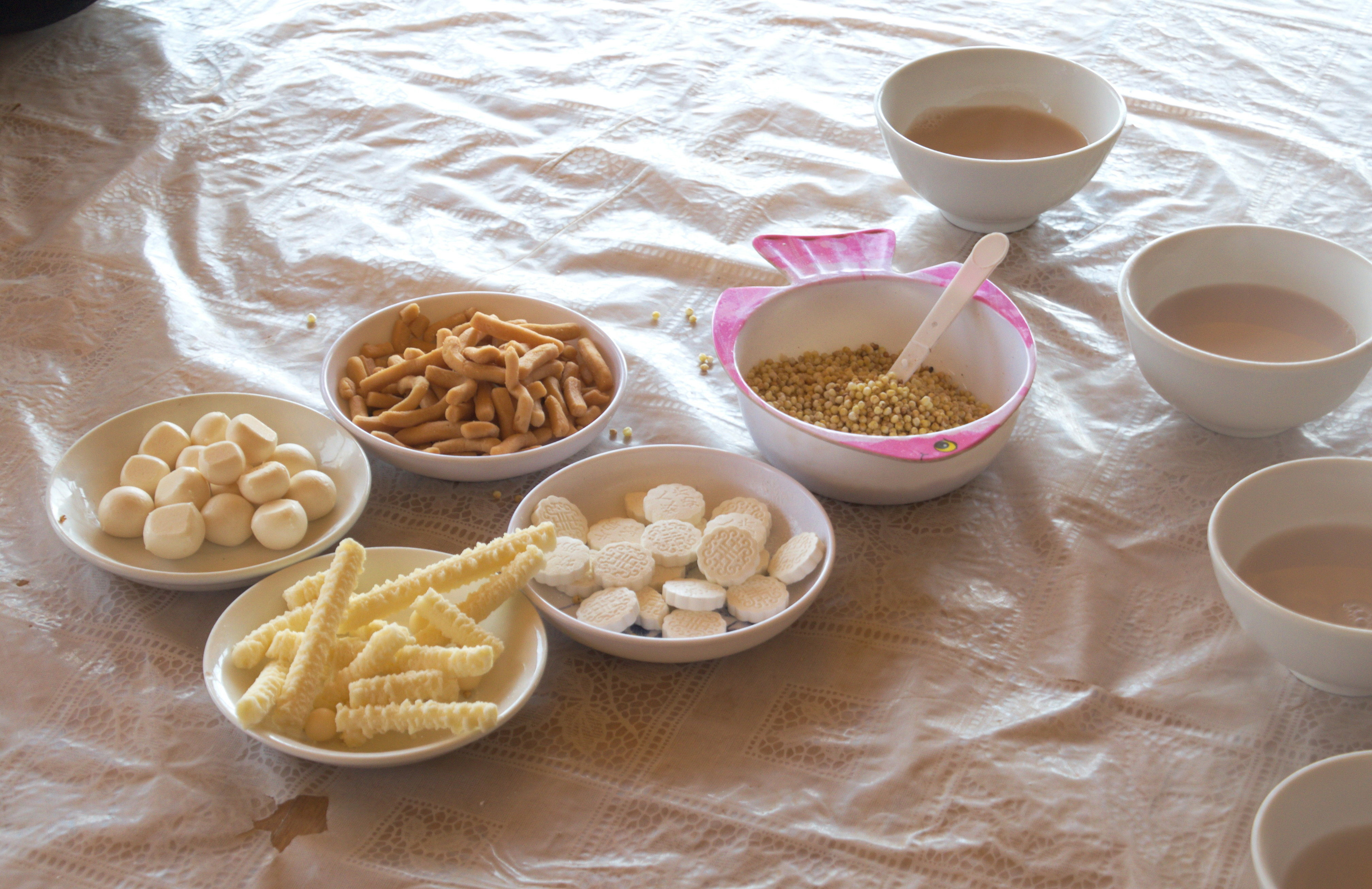
Suutei tsai (rechts) met geroosterde gierst (midden) om aan de thee toe te voegen en aaruul- snoepjes (links).

Suutei tsai (Mongools: сүүтэй цай, ᠰᠦᠲᠡᠢᠴᠠᠢ, Turks: sütlü çay) (letterlijk "thee met melk") is een traditionele Mongoolse drank.
De drank wordt in het Mongools en verwante talen ook wel süütei tsai of tsutai tsai genoemd. Het wordt vaak in het Nederlands vertaald als Mongoolse melkthee of Mongoolse zoute thee.

## Bereiding
Suutei tsai wordt meestal met water, melk, theebladeren en zout gemaakt. Een eenvoudig recept is een liter water, een liter melk, een eetlepel groene thee en een theelepel zout. Maar er zijn veel andere toevoegingen en de ingrediënten variëren vaak. Sommige recepten gebruiken groene thee, terwijl anderen zwarte thee gebruiken. Veel recepten bevatten ook boter of vet. Een andere veel voorkomende toevoeging aan suutei tsai is gebakken gierst. Er worden soms ook andere granen, zoals gerst of haver gebruikt. Melk in Mongolië is meestal verse, volle melk, het gebruik van halve melk en halve room in plaats van alleen verwerkte melk produceert een rijke drank die dicht bij de authenticiteit ligt. Ook de hoeveelheid zout in de thee is vaak gevarieerd.
Ook de manier van bereiden van de drank varieert. De traditionele wijze van roeren is door met een diepe lepel of kom uit de pan te scheppen en het van een hoogte weer in de pan te gieten. Velen slaan deze stap tegenwoordig echter over.
De thee die de Mongolen gebruiken voor suutei tsai komt meestal uit een blok. De thee in een blok is meestal van een mindere kwaliteit waarin stengels en inferieure theebladeren zitten. Een theeblok is samengeperst tot een blok dat gemakkelijk kan worden bewaard. Wanneer de thee nodig is wordt een deel afgebroken van het blok en toegevoegd aan de suutei tsai.

## Geschiedenis
Melk blijft een zeer belangrijk onderdeel van het Mongoolse dieet. De melk die Mongolen drinken is afkomstig uit vele bronnen, waaronder runderen, kamelen, paarden, jaks, geiten en schapen hoewel melk van koe nu de norm is. Een oude traditie onder veel Mongolen was om niet rechtstreeks water te drinken. Dit zou het gevolg kunnen zijn van het geloof van de Mongolen dat water heilig was.
Halverwege de dertiende eeuw vertrok een franciscaner monnik, Willem van Rubroeck, naar het Mongoolse rijk om verslag te doen van de Mongolen. In zijn verslag noteerde Rubroeck de drinkgewoonten van de Mongolen met water, hij zij dat de Mongolen "zeer voorzichtig waren om geen zuiver water te drinken". In een land waar sap en wijn niet direct verkrijgbaar waren, kozen veel Mongolen ervoor om op melk gebaseerde dranken zoals suutei tsai of airag (een soort melkalcohol gemaakt van gefermenteerde merriemelk) te drinken in plaats van zuiver water.

## Populariteit
Terwijl veel Mongolen suutei tsai drinken, vinden sommige buitenlanders het moeilijk om te wennen aan de smaak. Dat komt vooral door de zoute smaak van de drank.
Suutei tsai is een van de meest voorkomende dranken in Mongolië. Het wordt gedurende de dag gedronken en tijdens de maaltijden. Het wordt meestal geserveerd aan gasten wanneer ze op bezoek komen in een Mongools huis. Bij aankomst krijgen gasten meestal suutei tsai geserveerd met een welkomstschaal gevuld met snacks. Suutei tsai kan puur worden gedronken, met boortsog (Mongoolse gebakken koek) of met dumplings.